# Osyris
Osyris es un género con 30 especies descritas de plantas perteneciente a la familia Santalaceae de estas, solo tres han sido aceptadas.

## Taxonomía
El género fue descrito por (L.f.) A.Berger   y publicado en Species Plantarum 2: 1022. 1753.
El género fue descrito por Linneo en Gen. Pl. ed.5 p. 488, antiguo Casia Tourn.

## Especies seleccionadas
- Osyris alba
- Osyris compressa
- Osyris lanceolata